# Nakhon Ratcsaszima FC
A Nakhon Ratcsaszima (thaiul írva: สโมสรฟุตบอลจังหวัดนครราชสีมา) egy labdarúgócsapat Nakhon Ratcsaszima városában, az azonos nevű tartományban. Jelenleg a Premier League-ben azaz az első osztályban szerepelnek.

## A csapat története

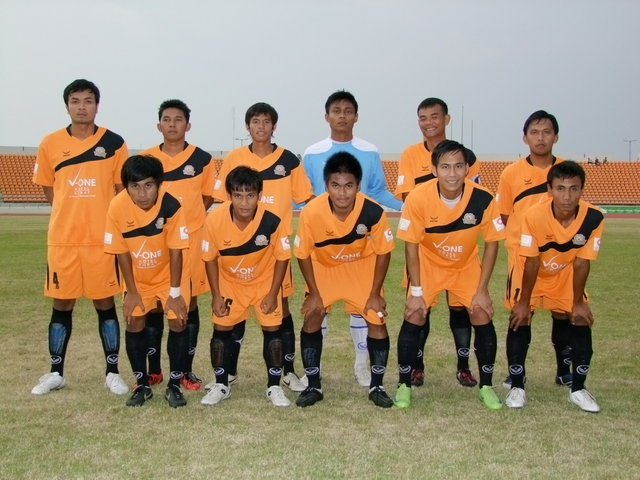
Csapatfotó 2009-ben

A Nakhon Ratcsaszima 1999-ben alakult, de története első tizennégy évét a tartományi bajnokságokban és alsóbb ligákban töltötte, majd 2011-ben jutott fel a már profinak számító másodosztályba.
2007-ben, annak ellenére, hogy a saját körzetében a negyedik helyen végzett, az átszervezések miatt a harmadosztályba sorolták vissza. 2008-ban jól sikerült a szezonkezdet a csapatnak, esély mutatkozott a feljutásra, de a bajnoki hajrá nem sikerült és csak negyedik lett a Nakhon, amely így maradt a harmadik ligában.
2009-ben a második helyen végzett az északkeleti régióban. Az országos kupában egészen negyeddöntőig jutottak, de ott kiestek a Thai Port FC ellenében.
2010-ben a negyedik helyen végzett a már tizenhat csapatosra bővült bajnokságban a klub, és a kupában is már az első fordulóban kiestek.
A 2011-es szezon előtt új elnök és új vezetőedző érkezett a klubhoz, a csapatnak pedig sikerült kiharcolnia a feljutást. Ezt annak ellenére sikerült elérni, hogy a szezon közben kapusuk jogosulatlan szerepeltetése miatt összesen kilenc pontot vontak le a csapattól.
A másodosztályban töltött első szezonjukat a nyolcadik helyen fejezték be. 2013 májusában a brazil Ruither Moraira lett a klub történetének első külföldi vezetőedzője. Az élvonalba 2015-ben jutottak fel először, legismertebb játékosul a ghánai válogatott Dominic Adiyiah és a szerb Ivan Petrović.

## A klubcímer
Az eredeti klubcímerben egy óriási macska volt, a Thaiföldről származó úgynevezett Korat, amely névvel gyakran a csapatot is illették a szurkolói. Thaiföldön közismerten úgy tartják, az állat szerencsét hoz, gyakran ajándékozzák friss házasoknak vagy újszülötteknek. Az új címert 2016-ban hagyták jóvá, majd 2017-ben vezették be. A terveket egy Bangkoki székhelyű cég készítette.

## A stadion

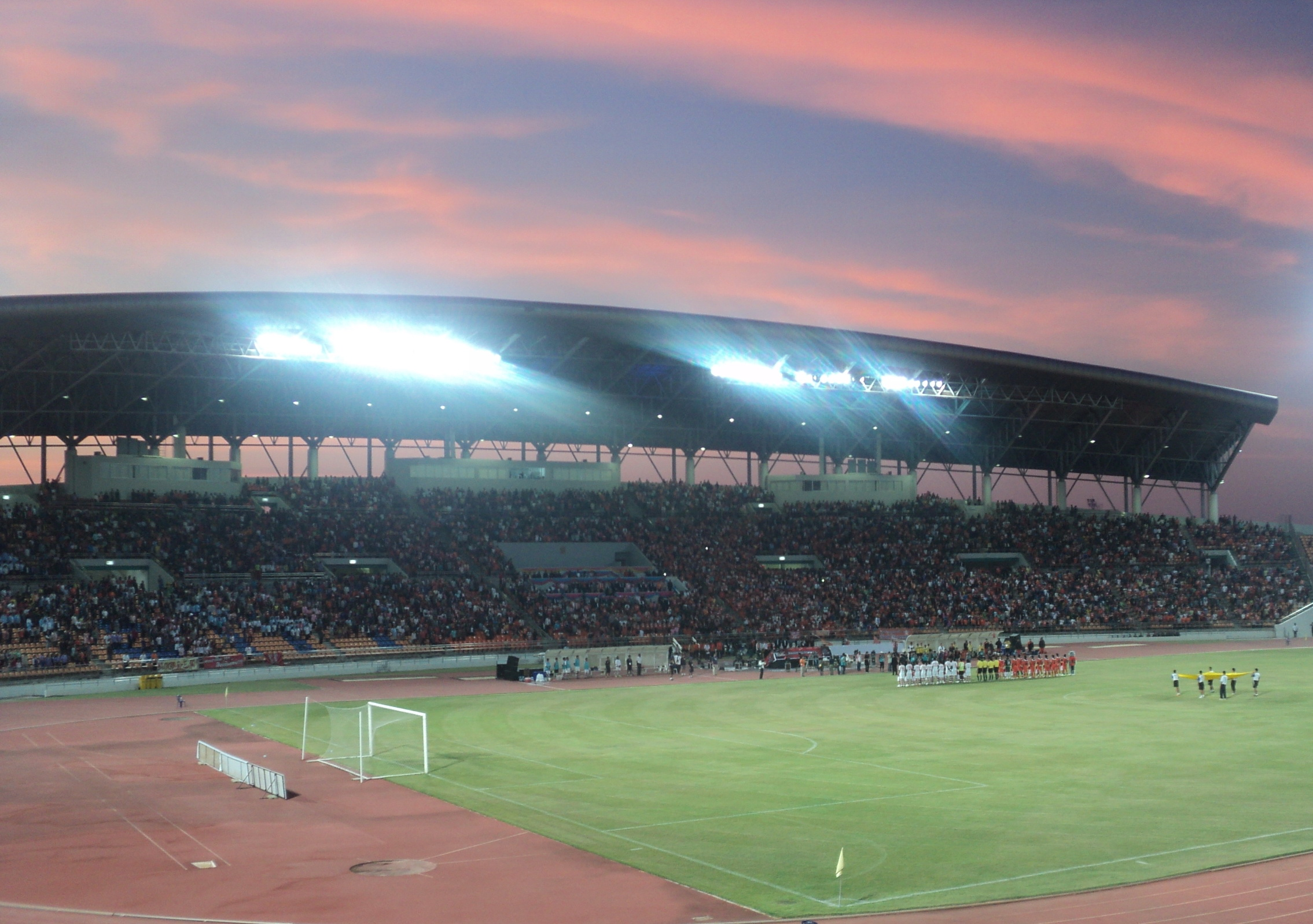
Nakhon Ratcsaszima - Roiet United mérkőzés 2011-ben

A stadiont, amely a 80. születésnapi stadion nevet viseli, IX. Ráma thaiföldi király 80. születésnapja alkalmából adták át 2007. december 5-én. A 2007-es Délkelet-Ázsiai Játékok egyik helyszínéül szolgált, a csapat a 2008-as szezon közepétől játssza itt hazai mérkőzéseit. Azt megelőzően a klub a tartományhoz tartozó Pak Chong kerületben található Városi Stadionban játszotta a hazai találkozóit.
A klub az alapításakor a város központjához közel helyezkedő Suranaree Base Centralban látta vendégül ellenfeleit, 1999-től egészen 2006-ig. Voltak olyan alkalmak amikor az Egyetemi Stadionban vagy a Műszaki Egyetem stadionjában játszottak.

## Szurkolók

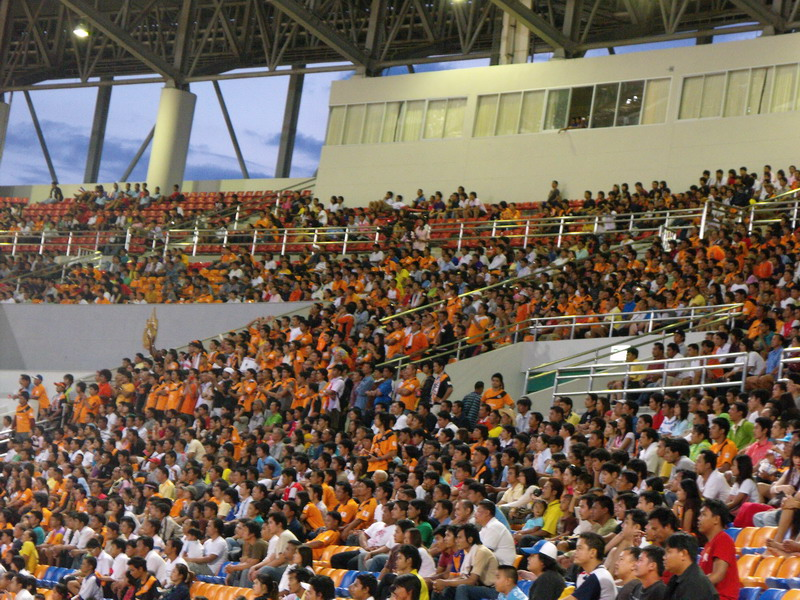
Nakhon Ratcsaszima szurkolók egy bajnokin

Annak ellenére, hogy Nakhon Ratcsaszima városa 400 000 lakosú, a tartomány pedig két és félmilliós, a klub mérkőzéseire a kezdetekben átlagosan négyszázan jártak rendszeresen. Ez a helyzet némiképpen a 2009-es szezontól változott, amikor a klubot különböző módokon kezdték népszerűsíteni. Az ezt követő felmérések szerint ekkor az átlagnézőszám elérte az 1000-et. A Nakhon Phanom elleni találkozón 2009 szeptemberében 4500-an, a Pattaya United ellen pedig 3000-en foglaltak helyet a lelátókon.
A 2011-es feljutással végződő szezonban ugyancsak emelkedett az átlagnézőszám, a Roiet elleni play-off döntőt 13 000 szurkoló előtt rendezték meg 2011. december 17-én.

## Stadionok és látogatottság
| Koordináták                                                    | Város              | Stadion                  | Befogadóképesség | Időszak |
| -------------------------------------------------------------- | ------------------ | ------------------------ | ---------------- | ------- |
| é. sz. 14° 42′ 59″, k. h. 101° 26′ 40″14.716409°N 101.444443°E | Nakhon Ratcsaszima | Pak Chong Városi Stadion | ?                | 2007    |
| é. sz. 14° 59′ 21″, k. h. 102° 06′ 40″14.989251°N 102.111077°E | Nakhon Ratcsaszima | Városi Stadion           | 2,000            | 2008    |
| é. sz. 14° 55′ 38″, k. h. 102° 02′ 56″14.927096°N 102.048956°E | Nakhon Ratcsaszima | 80. születésnapi stadion | 24,641           | 2009-   |

## Vezetőedzők
- Man Chantanam  2007 –2009
- Wichan Chaonsri  2009 –2010
- Tewesh Kamolsin  2010 –2011
- Arjhan Srong-ngamsub  2012 –2013
- Ruither Moraira 2013
- Sugao Kambe  2013 –2016
- Miloš Joksić  2016 –

## Sikerek
- Division 1:

Bajnok (1): (2014)

## További információ
- Hivatalos weboldal